# Родникові Пруди
Родникові Пруди (рос. рыбхоза «Пионер») — селище в Майнському районі Ульяновської області Російської Федерації.
Населення становить 113 осіб. Входить до складу муніципального утворення Ігнатовське міське поселення.

## Історія
Від 2004 року входить до складу муніципального утворення Ігнатовське міське поселення.

## Населення
| 2010 |
| ---- |
| 113  |